# Чурен-Гімал
Чурен-Гімал (англ. Churen Himal) — гора в Азії, висотою — 7385 метрів, у гірському масиві Дхаулагірі-Гімал в Гімалаях на кордоні територій адміністративних зон Дхаулагірі та Карналі у Непалі.

## Географія
Третя за висотою самостійна гора гірського масиву Дхаулагірі-Гімал. Вершина розташована у південно-західній частині цього масиву. Гора є масивною у вигляді довгастого гребеня, який простягся з південного заходу на північний схід, з трьома основними вершинами: Чурен-Гімал Західна (7371 м) — від якої гірський гребінь довжиною 6,5 км відходить на захід до окремої гори Пута-Гюнчулі (7246 м), близько 900 м на схід від Західної вершини лежить Чурен-Гімал Головна (7385 м), а ще за 1,3 км далі на схід розташована Чурен-Гімал Східна (7371 м). Від Східної вершини за 3,5 км на північ — північний схід лежить ще одна вершина Кайя-Чулі (6975 м), а також звідси на схід веде гребінь до гірського ланцюга з вершинами Юнктайн-Пік (7108 м) — Дхаулагірі IV (7661 м) — Дхаулагірі V (7618 м) — Дхаулагірі III (7715 м) — Дхаулагірі II (7751 м). На південному фланзі гори на захід «тече» льодовик Капха. Адміністративно вершина розташована на кордоні адміністративних зон, в північно-західній частині зони Дхаулагірі (Західний регіон) та південно-східній частині зони Карналі (Середньозахідний регіон) у Непалі, за 62 км на південний захід від кордону з Китаєм, за 27 км на захід — північний-захід від Дхаулагірі (8167 м), за 373 км на захід — північний-захід від гори Еверест (8848 м) та за 235 км на північний-захід від столиці Непалу — Катманду.
Абсолютна висота вершини 7385 метрів над рівнем моря. За цим показником вона займає 72-ге місце у світі. Відносна висота — 600 м з найвищим сідлом 6785 м. Топографічна ізоляція вершини відносно найближчої вищої гори Дхаулагірі IV — становить 9,7 км.

## Підкорення
24 жовтня 1970 року перше сходження на Головний та Східний піки здійснила японська експедиція у складі Масайосі Фукуї та Козо Гасегава, а 28 жовтня 1970 року на Західний пік піднялися члени цієї ж експедиції — Козо Гасегава та Анґ Норбу. Підйом був здійснений з південної сторони.